# Rodzeństwo Schollów

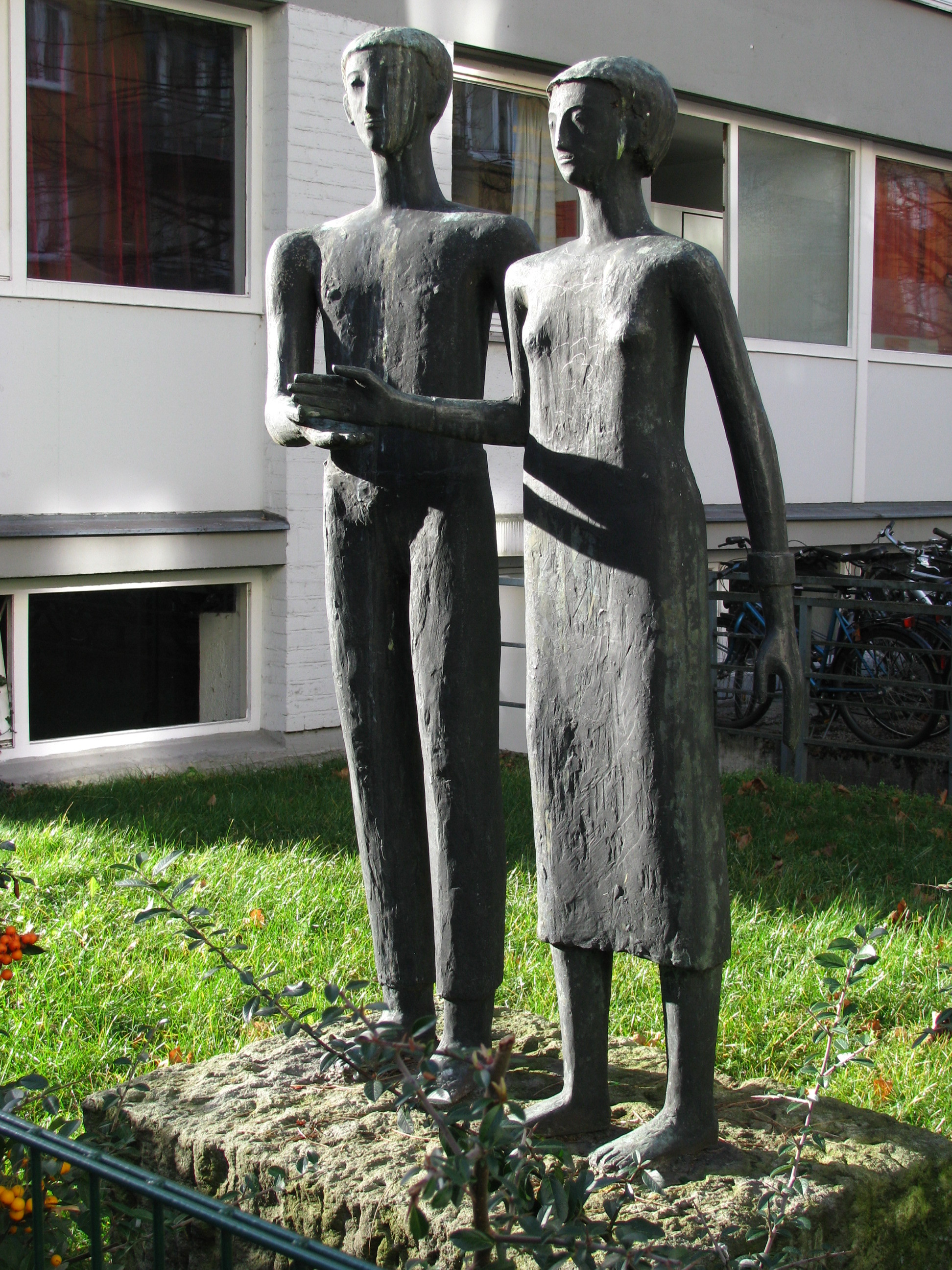
Pomnik przed domem studenckim Geschwister-Scholl-Studentenwohnheim w Monachium

Rodzeństwo Schollów (niem. Geschwister Scholl) – Hans Scholl i Sophie Scholl, członkowie antynazistowskiej organizacji Biała Róża, w powojennych Niemczech będący symbolem oporu przeciw reżimowi nazistowskiemu i odwagi cywilnej.
Studiowali na Uniwersytecie Ludwika i Maksymiliana w Monachium, gdzie poprzez napisy na ścianach i kolportowanie ulotek wzywali do „biernego oporu” przeciwko reżimowi i jego zbrodniczym przywódcom. Zostali aresztowani 18 lutego 1943 i cztery dni później skazani na śmierć, wraz z ich przyjacielem Christophem Probstem, przez Trybunał Ludowy pod przewodnictwem Rolanda Freislera. Zgilotynowano ich, jeszcze tego samego dnia, w więzieniu Stadelheim W Monachium i pochowano na cmentarzu przy Perlacher Forst (Friedhof am Perlacher Forst).
Genealogicznie rzecz biorąc, rodzeństwo liczyło sześć osób: Inge (1917–1998), Hans (1918–1943), Elisabeth (ur. 1920), Sophie (1921–1943), Werner (1922–1944) i Thilde (1925–1926). Inge Scholl, po mężu Aicher, po wojnie zaangażowała się w ruch pokojowy i napisała kilka książek na temat Białej Róży.

## Upamiętnienie

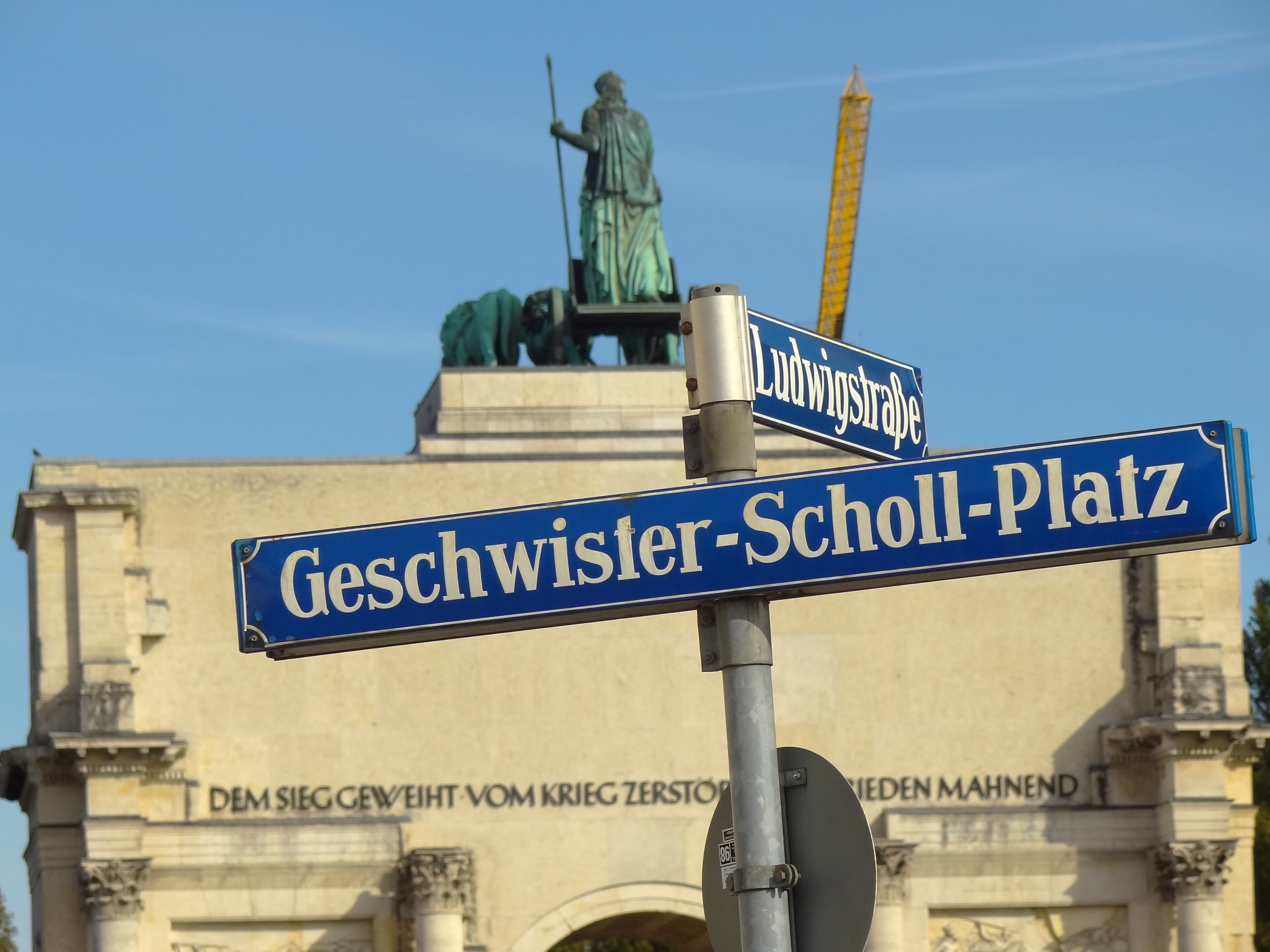
Geschwister-Scholl-Platz w Monachium

Na monachijskiej uczelni Hans i Sophie Schollowie są upamiętniani na wiele sposobów, m.in. istnieje Geschwister-Scholl-Institut (Instytut Rodzeństwa Schollów) oraz Geschwister-Scholl-Platz (plac Rodzeństwa Schollów), przed głównym budynkiem. Monachijscy studenci od dziesięcioleci domagają się zmiany nazwy uniwersytetu na Geschwister-Scholl-Universität.
Od 1980 roku w Bawarii przyznawana jest nagroda literacka Geschwister-Scholl-Preis (Nagroda Rodzeństwa Schollów).
W oparciu o tę tragiczną historię Marc Rothemund nakręcił w roku 2005 film Sophie Scholl – ostatnie dni, który rok później otrzymał nominację do nagrody Oscara.